# جمیر نلسون
جمیر نلسون ‏(به انگلیسی: Jameer Nelson)‏ (زاده ۹ فوریه ۱۹۸۲، چستر، پنسیلوانیا) بسکتبالیست آمریکایی تیم اورلاندو مجیک در ان‌بی‌ای است.
شهرت وی بیشتر به دلیل حضور در تیم دانشگاه سنت جوزف فیلادلفیا در بسکتبال کالج است.

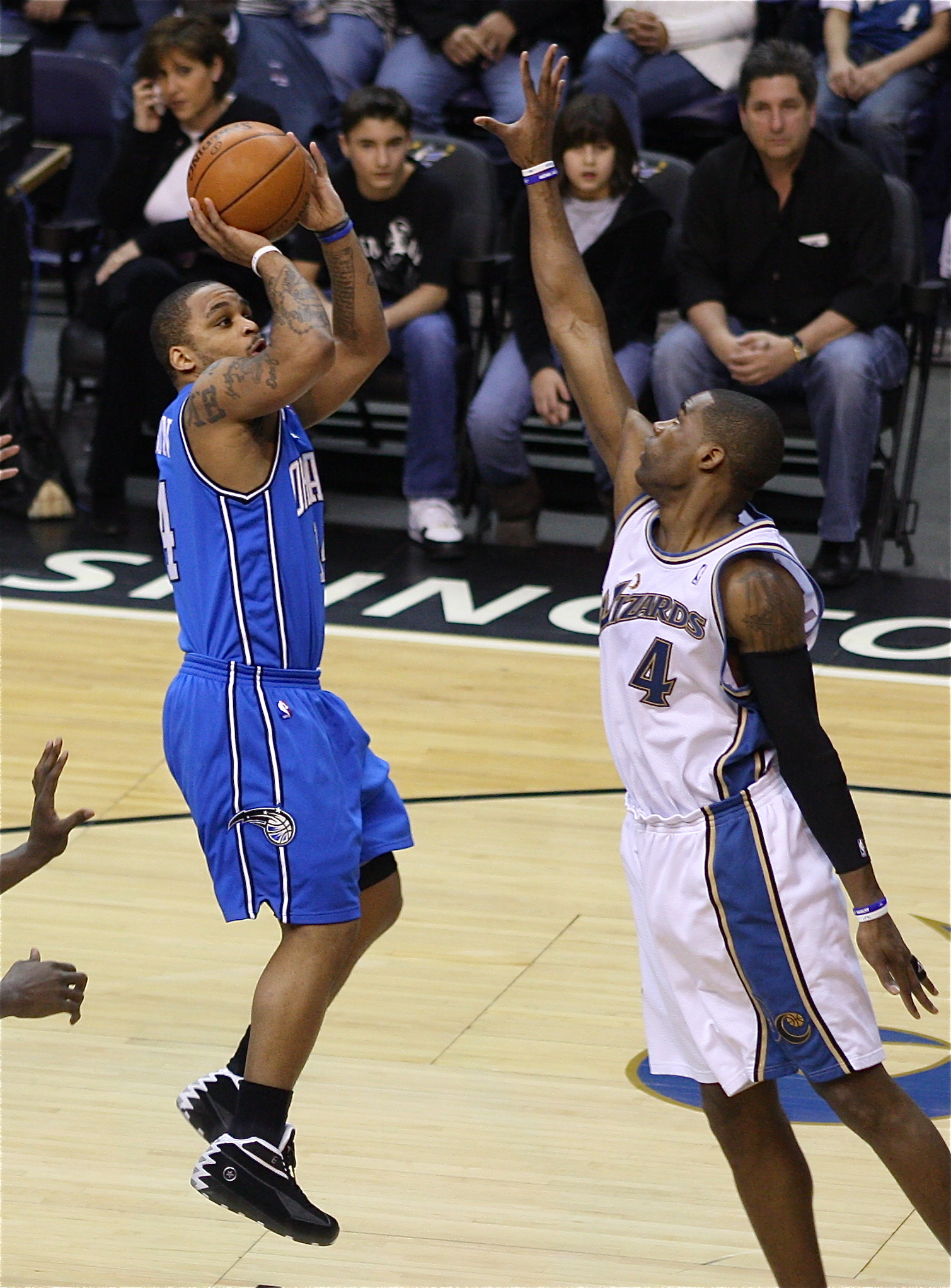